# خشونت آمریکایی
خشونت آمریکایی (به انگلیسی: American Violence) یک فیلم درام و جنایی آمریکایی محصول سال ۲۰۱۷ به کارگردانی و تهیه‌کنندگی تیموتی وودوارد جونیور با بازی بروس درن، دنیس ریچاردز، کایوی لیمن-مرسرو، کلمبوس شورت، راب گرانکووسکی و مایکل پاری است.

## داستان
روانشنانسی بین‌المللی و مشهور به نام ” آماندا تایلر” این فرصت را دارد تا رفتارهای مردی به نام جکسون که به اعدام محکوم شده‌است را مورد بررسی قرار دهد. سرنوشت جکسون در دستان آماندا است تا شاید فرصتی برای تبرعه شدن داشته باشد، اما جکسون راه درستی برای حل این قضیه انتخاب نمی‌کند و …

## انتشار فیلم
این فیلم با مدت زمان ۱۰۷ دقیقه، در یک نمایش محدود اکران شد و در اصل به‌صورت فیلم ویدئویی در ۳ فوریه ۲۰۱۷ در ایالات متحده منتشر شد.